# Чемпіонат Польщі з хокею 1972—1973
Чемпіонат Польщі з хокею 1973 — 38-ий чемпіонат Польщі з хокею, чемпіоном став клуб Подгале (Новий Тарг).

## Підсумкова таблиця
| М   | Команда               | І  | Ш       | О  |
| --- | --------------------- | -- | ------- | -- |
| 1.  | Подгале (Новий Тарг)  | 36 | 234:117 | 55 |
| 2.  | Напшуд Янув           | 36 | 199:113 | 51 |
| 3.  | Баїлдон (Катовіце)    | 36 | 174:114 | 49 |
| 4.  | ЛКС (Лодзь)           | 36 | 141:77  | 47 |
| 5.  | ГКС Катовіце          | 36 | 160:116 | 39 |
| 6.  | Полонія (Бидгощ)      | 36 | 145:188 | 32 |
| 7.  | «Поморжанін» (Торунь) | 36 | 136:165 | 30 |
| 8.  | ГКС Тихи              | 36 | 95:154  | 27 |
| 9.  | КТХ Криниця           | 36 | 124:289 | 16 |
| 10. | Легія Варшава         | 36 | 121:196 | 14 |

## Найкращий гравець
Найкращим гравцем журналом «Спорт» (пол. Sport) був визнаний Валерій Косиль з ЛКС (Лодзь).

## ІІ Ліга
Переможцем став клуб Заглембе Сосновець.